# Championnat du Mozambique de football 2013
Navigation
Saison 2012 Saison 2014
La saison 2013 du Championnat du Mozambique de football est la trente-septième édition du championnat de première division au Mozambique. Les quatorze meilleurs clubs du pays sont regroupés au sein d'une poule unique où ils s'affrontent deux fois, à domicile et à l'extérieur. En fin de saison, les trois derniers sont relégués et remplacés par les trois meilleurs clubs de deuxième division. Cette édition est la première à se dérouler sans le Grupo Desportivo de Maputo, relégué pour la première fois de son histoire en deuxième division.
C'est la Liga Desportivo Muçulmana de Maputo qui remporte le championnat cette saison après avoir terminé en tête du classement final, avec sept points d'avance sur le Clube Ferroviário da Beira et dix sur le GD HCB de Songo. Il s'agit du troisième titre de champion du Mozambique de l'histoire du club en quatre saisons.

## Les clubs participants
| - CD Costa do Sol - CD Maxaquene - Vilankulo FC - Clube Ferroviario de Maputo - GD Companhia Têxtil do Punguè - Desportivo de Nacala - Promu de D2 - Chingale de Tete | - Clube Ferroviario de Nampula - Estrela Vermelha da Beira - Promu de D2 - Clube Ferroviário da Beira - Liga Desportivo Muçulmana de Maputo - Matchedje de Maputo - Promu de D2 - FC Chibuto - GD HCB de Songo |

## Compétition

### Classement
Le barème utilisé pour établir le classement est le suivant :
- Victoire : 3 points
- Match nul : 1 point
- Défaite, forfait ou abandon : 0 point

| Rang | Équipe                              | Pts | J  | G  | N  | P  | Bp | Bc | Diff |
| ---- | ----------------------------------- | --- | -- | -- | -- | -- | -- | -- | ---- |
| 1    | Liga Desportivo Muçulmana de Maputo | 52  | 26 | 15 | 7  | 4  | 26 | 12 | +14  |
| 2    | Clube Ferroviário da BeiraC         | 45  | 26 | 13 | 6  | 7  | 32 | 24 | +8   |
| 3    | GD HCB de Songo                     | 42  | 26 | 11 | 9  | 6  | 29 | 16 | +13  |
| 4    | Clube Ferroviario de Maputo         | 39  | 26 | 11 | 6  | 9  | 26 | 21 | +5   |
| 5    | Costa do Sol                        | 39  | 26 | 10 | 9  | 7  | 32 | 21 | +11  |
| 6    | CD MaxaqueneT                       | 39  | 26 | 11 | 6  | 9  | 28 | 27 | +1   |
| 7    | FC Chibuto                          | 39  | 26 | 11 | 6  | 9  | 28 | 27 | +1   |
| 8    | Clube Ferroviario de Nampula        | 36  | 26 | 9  | 9  | 8  | 23 | 25 | -2   |
| 9    | Desportivo de NacalaP               | 35  | 26 | 8  | 11 | 7  | 20 | 18 | +2   |
| 10   | Estrela Vermelha da BeiraP          | 30  | 26 | 7  | 9  | 10 | 17 | 25 | -8   |
| 11   | GD Companhia Têxtil do Punguè       | 29  | 26 | 7  | 8  | 11 | 20 | 30 | -10  |
| 12   | Chingale de Tete                    | 28  | 26 | 7  | 7  | 12 | 13 | 19 | -6   |
| 13   | Vilankulo FC                        | 26  | 26 | 7  | 5  | 14 | 17 | 29 | -12  |
| 14   | Matchedje de MaputoP                | 16  | 26 | 4  | 4  | 18 | 15 | 43 | -28  |

|  | Qualification pour la Ligue des champions de la CAF 2014                                        |
|  | Qualification pour la Coupe de la confédération 2014                                            |
|  | Relégation directe en deuxième division                                                         |
|  | T : Tenant du titre C : Vainqueur de la Coupe du Mozambique P : Club promu de deuxième division |

## Bilan de la saison
| Championnat du Mozambique de football 2013                             |                                                |
| Champion                                                               | Liga Desportivo Muçulmana de Maputo (3e titre) |
| Coupes et trophées                                                     |                                                |
| Vainqueur de la Coupe du Mozambique 2013                               | Clube Ferroviário da Beira                     |
| Qualifications continentales                                           |                                                |
| Ligue des champions de la CAF 2014                                     | Liga Desportivo Muçulmana de Maputo            |
| Coupe de la confédération 2014                                         | Clube Ferroviário da Beira                     |
| Promotions et relégations                                              |                                                |
| Promus en Moçambola                                                    | Clube Ferroviário de Pemba                     |
| Promus en Moçambola                                                    | Clube Ferroviário de Quelimane                 |
| Promus en Moçambola                                                    | Grupo Desportivo de Maputo                     |
| Relégués en Championnat du Mozambique de football de deuxième division | Chingale de Tete                               |
| Relégués en Championnat du Mozambique de football de deuxième division | Vilankulo FC                                   |
| Relégués en Championnat du Mozambique de football de deuxième division | Matchedje de Maputo                            |